# Yunia
Yunia S.G.Hao & C.B.Beck (1991) es un género de plantas extintas perteneciente a los primeros grupos de plantas vasculares que vivieron en lugares pantanosos durante el devónico inferior. Tanto el grupo como la única especie descrita hasta el momento, Yunia dichotoma, toman su nombre de la región china de Yunnan, lugar en el que fueron encontrado sus restos fósiles.

## Morfología
Hasta el momento únicamente ha podido ser descrito el esporófito de Yunia se ignora cualquier dato sobre su gametofito. Por lo que ha podido saberse a partir de los restos conservados este esporófito poseía tallos verticales fotosintéticos con una anchura de entre 1,8 a 5 mm y una longitud, según los tallos más largos encontrados, de alrededor de 9 cm.  Estos tallos poseían ramificación dicótoma en ángulos de entre 50° y 70° con la particularidad de que los tallos principales incrementaban su anchura justo antes de la bifurcación dando como resultado dos tallos de aproximadamente igual anchura. El sistema radicular de esta especie es desconocido al no haberse localizado ningún ejemplar unido a él.
En el centro de los tallos se encontraba el sistema conductor formado por una haplostela compuesta por un protoxilema central de traqueidas con una luz de 11.5 a 16.8 micras y un metaxilema con células de 13.8 a 39.5 micras de diámetro. Al contrario de lo que ocurre con otros vegetales contemporáneos el patrón de engrosamiento de las paredes de las traqueidas se ha conservado deficientemente en Yunia aunque parece ser que era anular o helicoidal.
Rodeando el cilindro vascular se situaba un tejido parenquimático y un córtex formado por varias capas de células muy delgadas y largas. La superficie exterior de los tallos se encontraba ocupada por espinas de naturaleza cuticular de 0,6 a 1,5 mm de longitud y una anchura en la base de 0.5 a 1,4 mm que se proyectaban en ángulos de 60° a 90° con una distribución irregular.
En el extremo de los tallos se localizaban los esporangios, de dos en dos según parecen indicar los restos fósiles, unidos a éste mediante cortas y estrechas secciones de tallo con ramificación dicótoma. Estos esporangios eran elípticos a ovoides con una longitud comprendida entre los 2.2 a los 5.1 mm y una anchura de 1.3 a 3.5 mm. La dehiscencia del esporangio era lateral y se realizaba según parece mediante un anillo periférico de tejido ensanchado que lo dividía en dos valvas iguales. Las esporas identificadas asociadas a los esporangios eran triletas, esféricas, con las paredes lisas o escasamente decoradas y diámetros variables de 35.5 a 53.3 micras.